# Barbara Bonney
Barbara Bonney, född 14 april 1956 i Montclair, New Jersey, är en amerikansk operasångerska, ofta uppmärksammad som lyrisk sopran, speciellt i lied- och romansrepertoaren. Hon är även känd som Mozart-sångerska och i rollen som Sophie i Rosenkavaljeren av Richard Strauss. 
Barbara Bonney är ledamot av Kungl. Musikaliska Akademien. Hon har tidigare varit gift med Håkan Hagegård och är numera bosatt i Salzburg, där hon innehar en professur på Mozarteum. 
Sedan år 2006, efter 27 år på världens opera- och konsertscener, uppträder Barbara Bonney i mer begränsad omfattning än tidigare.